# 宇文猛
宇文猛（497年—565年8月26日），字虎仁，平高郡（今宁夏回族自治区固原市原州区）人，北魏、西魏、北周官员。

## 生平
宇文猛的祖父和父亲世代为部落酋长，永安元年（528年），宇文猛出任都将。永安二年（529年），宇文猛补任都督。普泰年间，宇文猛出任襄威将军、奉朝请。太昌元年（532年），宇文猛出任镇远将军、步兵校尉，又出任龙骧将军、员外谏议大夫。永熙三年（534年），宇文猛随魏孝武帝西迁关中，封长安县开国侯，食邑八百户。大统二年（536年），宇文猛加平东将军、太中大夫。大统四年（538年），宇文猛出任安南将军、银青光禄大夫，又出任通直散骑常侍，加安西将军，增加食邑八百户，总计一千六百户，进爵为公。大统十三年（547年），宇文猛加持节、抚军将军、右光禄大夫，出任长乐郡太守。大统十四年（548年），宇文猛出任大都督、原州诸军事、原州刺史。大统十五年（549年），宇文猛加使持节、车骑大将军、仪同三司，很快加骠骑大将军、开府。北周建立后，因为宇文猛是前朝的功勋旧臣，获赐姓宇文氏，改封槃头郡开国公，增加食邑一千户，总计两千九百户，又出任左武伯，三年转任左宫伯。作为赐姓的宗室，宇文猛出任汾州诸军事、汾州刺史。保定四年（564年），宇文猛加大将军，其他官职爵位如故。保定五年岁次乙酉七月十五日（565年8月26日），宇文猛患病在长安县鸿固乡永贵里去世，虚岁六十九。周武帝诏令赠予原盐灵会交等五州诸军事、原州刺史，谥号襄。保定五年十月廿三日（565年12月1日）下葬。

## 其他
宁夏文物考古研究所副研究员耿志强和陈晓桦指出，宇文猛墓志中记载“唯祖唯父，世为民酋”，宇文猛应属北方少数民族。墓志没有提及宇文猛祖父辈的些许事迹，更没有关于宇文猛赐姓前的任何蛛丝马迹，宇文只是赐姓，而他的本姓却无从查考。

## 墓地和墓志
1993年5至8月间，宁夏文物考古研究所对固原市原州区南塬进行了初步调查钻探，发现了多处古代遗址和汉、北周至隋唐时期的古墓葬，因农田基本建设、修路和水利灌溉等原因，多座古墓葬遭到严重破坏。宁夏文物考古研究所报自治区文化厅和国家文物局，经国家文物局批准，对该墓进行了抢救性发掘。宇文猛墓有封土堆、墓道、5个天井、过洞、壁龛、甬道、墓室等部分组成，全长53米。墓葬早年被盗，部分随葬器物的摆放位置被扰乱，墓志出土于甬道内侧，有志盖和志石两部分。青石质，志盖为孟顶式，素面，无字，正方形，边长44厘米、厚12厘米，四边斜杀。志石，正方形，边长52厘米、厚10 厘米。横竖各27格，文字25行，满行27字，格内楷书阴刻字文，由右至左竖写，全文共516字。首题“周故大将军大都督原盐灵会交五州诸军事原州刺史盘头郡开国襄公墓志铭”，字迹清晰，出土时志文上有墨迹。中间部位稍有漫泐，文中第四行第8格、第16格，第5行第27格，第10行第26格，第12行第4格，第15行第27格，第18行第6格、第13格均为空格。

## 家庭

### 夫人
- 冯氏，封新平郡君[1]

### 儿子
- 宇文永，世子，北周仪同[1]
- 宇文元贵[1]
- 宇文兴贵[1]
- 宇文召仁[1]